# Yuba City
Yuba City est une ville américaine, siège du comté de Sutter en Californie. Située dans la vallée de Sacramento, sa population est de 64 925 habitants au recensement des États-Unis de 2010.

## Géographie
Selon le Bureau du recensement des États-Unis la ville a une superficie de 37,9 km2, 37,7 km2 de terre, 0,2 km2 d'eau, soit 0,53 % du total.

## Démographie
| 1890 | 1910  | 1920  | 1930  | 1940  | 1950  |
| ---- | ----- | ----- | ----- | ----- | ----- |
| 562  | 1 160 | 1 708 | 3 605 | 4 968 | 7 861 |

| 1960   | 1970   | 1980   | 1990   | 2000   | 2010   |
| ------ | ------ | ------ | ------ | ------ | ------ |
| 11 507 | 13 986 | 18 736 | 27 437 | 36 758 | 64 925 |

| Groupe            | Yuba City | Californie | États-Unis |
| ----------------- | --------- | ---------- | ---------- |
| Blancs            | 62,9 %    | 59,4 %     | 72,0 %     |
| Autres            | 5,9 %     | 13,7 %     | 5,0 %      |
| Métis             | 8,1 %     | 5,0 %      | 3,4 %      |
| Asiatiques        | 19,4 %    | 14,8 %     | 5,7 %      |
| Afro-Américains   | 2,6 %     | 5,8 %      | 12,8 %     |
| Amérindiens       | 1,0 %     | 0,8 %      | 0,9 %      |
| Océaniens         | 0,2 %     | 0,4 %      | 0,2 %      |
| Total             | 100       | 100        | 100        |
|                   |           |            |            |
| Latino-Américains | 31,3 %    | 39,4 %     | 18,4 %     |

Selon l’American Community Survey, pour la période 2011-2015, 60,25 % de la population âgée de plus de 5 ans déclare parler l'anglais à la maison, 20,11 % déclare parler l'espagnol, 13,26 % le pendjabi, 1,05 % le tagalog, 0,63 % le russe, 0,56 % le persan, 0,51 % une langue chinoise, 0,51 % une langue hmong et 3,11 % une autre langue.

## Jumelage
- Toride (Japon)